# ヴェントゥオノ
株式会社ヴェントゥオノ（英名：Ventuno、別会社名：3×7）は、テレビ番組・映画・ゲームなどの音楽制作・選曲・音響効果の業務を行う制作プロダクション。ヴェントゥーノと呼んでいるが、登記上の問題でヴェントゥオノと表記する。

## 沿革
- 1998年：OCBプロから派生
- 2000年：志田博英が関連会社・株式会社カレントに設立。

## 所属スタッフ
- 玉井実（代表取締役社長）
- 志田博英（代表取締役）
- 大久保吉久
- 中村友美
- 山口晃司
- 千田耕平
- 長澤佑樹
- 松井謙典
- 本郷俊介（スワラプロダクションより移籍）
- 深井翠子
- 大貫孝輔

## 元所属スタッフ
- 仲西匡
- 高田智彰（現：BABY SOUND LUCK代表）
- 島村龍治
- 渡邊朋子
- 山口将史
- 亀森素子（サウンズアートより移籍）
- 北澤寛之（現：リノバティオ代表）
- クォン・ジンホ（現：ジノ・ソニック代表）
- 松島麻里
- 谷口広紀（現：ゼロウェイブ代表）
- 大館明奈
- 稲川壮

## 主な作品
（凡例）太字：テレビの場合は現在放映中また継続中（特番の場合）の番組・これから放映される番組、映画の場合は現在公開中・これから公開される作品。

### テレビドラマ

#### 設立 - 1999年
連続ドラマ
- P.A. プライベート・アクトレス（日本テレビ, 5年D組、1998年10月期 土曜ドラマ枠）
- お水の花道（フジテレビ, 共同テレビ、1999年1月期 水曜22時枠）
- 鬼の棲家（フジテレビ、1999年1月期 火曜20時枠）
- ケイゾク（TBS, オフィスクレッシェンド、1999年1月期 金曜ドラマ枠）
- 君といた未来のために 〜I'll be back〜（日本テレビ, ケイファクトリー、1999年1月期 土曜ドラマ枠）
- ナオミ（フジテレビ, 共同テレビ、1999年4月期 水曜劇場枠）
- セミダブル（フジテレビ、1999年4月期 水曜22時枠）
- プリズンホテル（テレビ朝日, CUC、1999年4月期 サタデードラマ）
- 蘇える金狼（日本テレビ, ROBOT、1999年4月期 土曜ドラマ枠）
- 新・俺たちの旅 Ver.1999（日本テレビ, オフィスクレッシェンド、1999年7月期 土曜ドラマ枠）
- 隣人は秘かに笑う（日本テレビ, アァベェベェ、1999年10月期 水曜ドラマ枠）
- サイコメトラーEIJI2（日本テレビ, オフィスクレッシェンド、1999年10月期 土曜ドラマ枠）

単発・スペシャルドラマ
- 音の犯罪捜査官・響奈津子3 呪いのテープ殺人事件（フジテレビ, 共同テレビ、1999年8月13日 金曜エンタテイメント）
- 殺人披露宴（テレビ朝日, 大映テレビ、1999年9月11日 土曜ワイド劇場）
- 世にも奇妙な物語 秋の特別編（フジテレビ, 共同テレビ、1999年9月27日）
- ケイゾク / 特別篇 PHANTOM〜死を契約する呪いの樹（TBS, オフィスクレッシェンド、1999年12月24日）
- 非結婚時代の情報ドラマ 結婚できない!!「母親が心配で結婚できない!!」（日本テレビ, イースト、1999年12月26日）

#### 2000年代
連続ドラマ
- バーチャルガール（日本テレビ, 5年D組、2000年1月期 土曜ドラマ枠）
- ショカツ（関西テレビ, 共同テレビ、2000年4月期 火曜22時枠）
- ショムニ・第2シリーズ（フジテレビ, 共同テレビ、2000年4月期 水曜劇場枠）
- 池袋ウエストゲートパーク（TBS, オフィスクレッシェンド、2000年4月期 金曜22時枠）
- 伝説の教師（日本テレビ, エフ・プロジェクト、2000年4月期 土曜ドラマ枠）
- フードファイト（日本テレビ, 三城、2000年7月期 土曜ドラマ枠）
- 億万長者と結婚する方法（日本テレビ, イースト、2000年7月期 水曜ドラマ枠）
- TRICK（テレビ朝日, 東宝, オフィスクレッシェンド、2000年7月期 金曜ナイトドラマ枠）
- 編集王（フジテレビ, 共同テレビ、2000年10月期 火曜21時枠）
- ストレートニュース（日本テレビ, AX-ON、2000年10月期 水曜ドラマ枠）
- 新宿暴走救急隊（日本テレビ, MMJ、2000年10月期 土曜ドラマ枠）
- 向井荒太の動物日記 〜愛犬ロシナンテの災難〜（日本テレビ, オフィスクレッシェンド、2001年1月期 土曜ドラマ枠）
- 新・お水の花道（フジテレビ, 共同テレビ、2001年4月期 火曜21時枠）
- ルーキー!（関西テレビ, MMJ、2001年4月期 火曜22時枠）
- ムコ殿（フジテレビ、2001年4月期 木曜劇場枠）
- 天国に一番近い男・教師編（TBS、2001年4月期 金曜21時枠）
- 明日があるさ（日本テレビ, 吉本興業、2001年4月期 土曜ドラマ枠）
- ビューティ7（日本テレビ、THE WORKS、2001年7月期 水曜ドラマ枠）
- 金田一少年の事件簿（日本テレビ, オフィスクレッシェンド、2001年7月期 土曜ドラマ枠）
- 早乙女タイフーン（テレビ朝日, オメガ・ピクチャーズ, オフィスクレッシェンド、2001年7月期 土曜ナイトドラマ枠）
- 傷だらけのラブソング（関西テレビ, MMJ、2001年10月期 火曜22時枠）
- ハンドク!!!（TBS, オフィスクレッシェンド、2001年10月期 水曜22時枠）
- 歓迎!ダンジキ御一行様（日本テレビ, 三城、2001年10月期 土曜ドラマ枠）
- バベル〜The Tower of Babel〜（BSフジ, アットムービー, ポニーキャニオン、2002年1月-3月）
- 恋するトップレディ（関西テレビ, 共同テレビ、2002年1月期 火曜22時枠）
- 木更津キャッツアイ（TBS、2002年1月期 金曜ドラマ枠）
- TRICK2（テレビ朝日, 東宝, オフィスクレッシェンド、2002年1月期 金曜ナイトドラマ枠）
- ゴールデンボウル（日本テレビ, 三城、2002年4月期 土曜ドラマ枠）
- ヨイショの男（TBS, MMJ、2002年4月期 日曜劇場枠）
- 天体観測（関西テレビ, 共同テレビ、2002年7月期 火曜22時枠）
- ショムニFINAL（フジテレビ, 共同テレビ、2002年7月期 水曜21時枠）
- ぼくが地球を救う（TBS、2002年7月期 カネボウ木曜劇場枠）
- 愛なんていらねえよ、夏（TBS, オフィスクレッシェンド、2002年7月期 金曜ドラマ枠）
- 探偵家族（日本テレビ, ケイファクトリー、2002年7月期 土曜ドラマ枠）
- リモート（日本テレビ, オフィスクレッシェンド、2002年10月期 土曜ドラマ枠）
- 美女か野獣（フジテレビ, 共同テレビ、2003年1月期 木曜劇場枠）
- GOOD LUCK!!（TBS、2003年1月期 日曜劇場枠）
- 顔（フジテレビ, 共同テレビ、2003年4月期 火曜21時枠）
- ムコ殿2003（フジテレビ、2003年4月期 木曜劇場枠）
- 幸福の王子（日本テレビ, 5年D組、2003年7月期 水曜ドラマ枠）
- Stand Up!!（TBS, オフィスクレッシェンド、2003年7月期 金曜ドラマ枠）
- 特命係長 只野仁 1stシーズン（テレビ朝日, MMJ、2003年7月期 金曜ナイトドラマ枠）
- すいか（日本テレビ, オフィスクレッシェンド、、2003年7月期 土曜ドラマ枠）
- 共犯者（日本テレビ, 三城、2003年10月期 水曜ドラマ枠）
- TRICK3（テレビ朝日, 東宝, オフィスクレッシェンド、2003年10月期 木曜ドラマ枠）
- マンハッタンラブストーリー（TBS、2003年10月枠 木曜22時枠）
- ヤンキー母校に帰る（TBS、2003年10月枠 金曜ドラマ枠）
- 独身3!!（テレビ朝日, 共同テレビ、2003年10月枠 金曜ナイトドラマ枠）
- 乱歩R（よみうりテレビ, 吉本興業, アットムービー、2004年1月期 月曜22時枠）
- 彼女が死んじゃった。（日本テレビ、2004年1月期 土曜ドラマ枠）
- アットホーム・ダッド（関西テレビ, MMJ、2004年4月期 火曜22時枠）
- 光とともに…（日本テレビ, オフィスクレッシェンド、2004年4月期 水曜ドラマ枠）
- 仔犬のワルツ（日本テレビ, 三城、2004年4月期 土曜ドラマ枠）
- ヴァンパイアホスト（テレビ東京, 東宝, オフィスクレッシェンド、2004年4月期 日曜25時枠）
- 世界の中心で、愛をさけぶ（TBS, オフィスクレッシェンド、2004年7月期 金曜ドラマ）
- 君が想い出になる前に（関西テレビ, 共同テレビ、2004年7月期 火曜22時枠）
- 愛情イッポン!（日本テレビ, THE WORKS、2004年7月期 土曜ドラマ枠）
- 加藤家へいらっしゃい! 〜名古屋嬢っ〜（メ〜テレ, オフィスクレッシェンド、2004年10月-12月）
- 30minutes（テレビ東京, オフィスクレッシェンド、2004年10月期 金曜25時枠）
- H2〜君といた日々（TBS, オフィスクレッシェンド、2005年1月期 木曜22時枠）
- 特命係長 只野仁 2ndシーズン（テレビ朝日, MMJ、2005年1月期 金曜ナイトドラマ枠）
- Mの悲劇（TBS、2005年1月期 日曜劇場枠）
- 離婚弁護士II〜ハンサムウーマン〜（フジテレビ、2005年4月期 火曜21時枠）
- Anego（日本テレビ, オフィスクレッシェンド、2005年4月期 水曜ドラマ枠）
- タイガー&ドラゴン（TBS、2005年4月期 金曜ドラマ枠）
- 瑠璃の島（日本テレビ, ケイファクトリー、2005年4月期 土曜ドラマ枠）
- はるか17（テレビ朝日、ホリプロ、2005年7月期 金曜ナイトドラマ枠）
- 30minutes鬼（テレビ東京, オフィスクレッシェンド、2005年7月期 金曜25時30分枠）
- ドラゴン桜（TBS, MMJ、2005年7月期 金曜ドラマ枠）
- 危険なアネキ（フジテレビ、2005年10月期 月9枠）
- 鬼嫁日記（関西テレビ, MMJ、2005年10月期 火曜22時枠）
- Ns'あおい（フジテレビ, 共同テレビ、2006年1月期 火曜21時枠）
- 神はサイコロを振らない〜君を忘れない〜（日本テレビ, オフィスクレッシェンド、2006年1月期 水曜ドラマ枠）
- 白夜行（TBS, オフィスクレッシェンド、2006年1月期 木曜21時枠）
- 輪舞曲（TBS、2006年1月期 日曜劇場枠）
- 7人の女弁護士・第1シリーズ（テレビ朝日, MMJ、2006年4月期 木曜ドラマ枠）
- 医龍-Team Medical Dragon-（フジテレビ、2006年4月期 木曜劇場枠）
- 結婚できない男（関西テレビ, MMJ、2006年7月期 火曜22時枠）
- マイ☆ボス マイ☆ヒーロー（日本テレビ, 東宝、2006年7月期 土曜ドラマ枠）
- 下北サンデーズ（テレビ朝日, オフィスクレッシェンド、2006年7月期 木曜ドラマ枠）
- タイヨウのうた（TBS、2006年7月期 金曜ドラマ枠）
- 14才の母（日本テレビ, MMJ、2006年10月期 水曜ドラマ枠）
- だめんず・うぉ〜か〜（テレビ朝日, ティーズ, 泉放送制作、2006年10月期 木曜ドラマ枠）
- セーラー服と機関銃（TBS、2006年10月期 金曜ドラマ枠）
- ライオン丸G（テレビ東京, オフィスクレッシェンド、2006年10月期 日曜深夜）
- 東京タワー 〜オカンとボクと、時々、オトン〜（フジテレビ、2007年1月期 月9枠）
- ハケンの品格（日本テレビ, オフィスクレッシェンド、2007年1月期 水曜ドラマ枠）
- エラいところに嫁いでしまった!（テレビ朝日, 東宝、2007年1月期 木曜ドラマ枠）
- 特命係長 只野仁 3rdシーズン（テレビ朝日, MMJ、2007年1月期 金曜ナイトドラマ枠）
- 特急田中3号（TBS、2007年4月期 金曜ドラマ枠）
- 孤独の賭け〜愛しき人よ〜（TBS, ドリマックス、2007年4月期 木曜22時枠）
- 鬼嫁日記 いい湯だな（関西テレビ, MMJ、2007年4月期 火曜22時枠）
- ティッシュ。（テレビ朝日, 泉放送制作、2007年4月期 土曜ミッドナイトドラマ枠）
- ライフ（フジテレビ、2007年7月期 土曜23時枠）
- パパとムスメの7日間（TBS、2007年7月期）
- 花ざかりの君たちへ〜イケメン♂パラダイス〜（フジテレビ, 共同テレビ、2007年7月期 火曜21時枠）
- 探偵学園Q（日本テレビ, アベクカンパニー、2007年7月期 火曜ドラマ）
- ホタルノヒカリ（日本テレビ, オフィスクレッシェンド、2007年7月期 水曜ドラマ）
- 医龍-Team Medical Dragon-2（フジテレビ、2007年10月期 木曜劇場枠）
- 働きマン（日本テレビ, AX-ON、2007年10月期 水曜ドラマ枠）
- ジョシデカ!-女子刑事-（TBS、2007年10月期 木曜22時枠）
- 歌姫（TBS、2007年10月期 金曜ドラマ枠）
- オトコの子育て（ABC, テレビ朝日, MMJ、2007年10月期 金曜21時枠）
- ハチミツとクローバー（フジテレビ、2008年1月期 火曜22時枠）
- 貧乏男子 ボンビーメン（日本テレビ, オフィスクレッシェンド、2008年1月期 火曜ドラマ枠）
- 1ポンドの福音（日本テレビ, トータルメディアコミュニケーション、2008年1月期 土曜ドラマ枠）
- 佐々木夫妻の仁義なき戦い（TBS、2008年1月期 日曜劇場枠）
- 無理な恋愛（関西テレビ, MMJ、2008年4月期 火曜22時枠）
- ラスト・フレンズ（フジテレビ、2008年4月期 木曜劇場枠）
- 絶対彼氏〜完全無欠の恋人ロボット〜（フジテレビ, 共同テレビ、2008年4月期 火曜21時枠）
- 週刊真木よう子（テレビ東京, オフィスクレッシェンド、2008年4月期 水曜深夜）
- おせん（日本テレビ, オフィスクレッシェンド、2008年4月期 火曜ドラマ枠）
- パズル（ABC, テレビ朝日, 東宝、2008年4月期 金曜21時枠）
- ROOKIES（TBS、2008年4月期 土曜20時枠）
- デリパンダ〜おしゃべりデリ坊、東京ド真ん中配達中〜（テレビ東京, オフィスクレッシェンド、2008年7月期 日曜深夜）
- 学校じゃ教えられない!（日本テレビ, ホリプロ、2008年7月期 火曜ドラマ枠）
- イノセント・ラヴ（フジテレビ、2008年10月期 月9枠）
- 小児救命（テレビ朝日, 5年D組、2008年10月期 木曜ドラマ枠）
- 流星の絆（TBS、2008年10月期 金曜ドラマ枠）
- ブラッディ・マンデイ season1（TBS, 東宝、2008年10月期 土曜20時枠）
- スクラップ・ティーチャー〜教師再生〜（日本テレビ, オフィスクレッシェンド、2008年10月期 土曜ドラマ枠）
- 特命係長 只野仁 4thシーズン（テレビ朝日, MMJ、2009年1月期 木曜ドラマ枠）
- メイちゃんの執事（フジテレビ, 共同テレビ、2009年1月期 火曜21時枠）
- 神の雫（日本テレビ, アベクカンパニー、2009年1月期 火曜ドラマ枠）
- ラブシャッフル（TBS、2009年1月期 金曜ドラマ枠）
- 白い春（関西テレビ, MMJ、2009年4月期 火曜22時枠）
- 漂流ネットカフェ（毎日放送, キングレコード, テレパック、2009年4月期 金曜ナイト劇場）
- 湯けむりスナイパー（テレビ東京, オフィスクレッシェンド、2009年4月期 ドラマ24枠）
- 魔女裁判（フジテレビ、2009年5月-7月 土曜23時枠）
- MR.BRAIN（TBS、2009年5月-7月 土曜20時枠）
- コールセンターの恋人（ABC, テレビ朝日, 泉放送制作、2009年7月期 金曜21時枠）
- 任侠ヘルパー（フジテレビ、2009年7月期 木曜劇場枠）
- ブザー・ビート〜崖っぷちのヒーロー〜（フジテレビ、2009年7月期 月9枠）
- JIN-仁-（TBS、2009年10月期 日曜劇場枠）
- おひとりさま（TBS, MMJ、2009年10月期 金曜ドラマ枠）
- 小公女セイラ（TBS、2009年10月期 土曜20時枠）
- サムライ・ハイスクール（日本テレビ, オフィスクレッシェンド、2009年10月期 土曜ドラマ枠）
- 行列48時間（NHK, 共同テレビ、2009年10月-11月 金曜ドラマ枠）

単発・スペシャルドラマ
- ショムニスペシャル（フジテレビ, 共同テレビ、2000年1月2日 新春ドラマスペシャル）
- 世にも奇妙な物語 春の特別編（フジテレビ, 共同テレビ、2000年3月27日）
- ブラック・ジャック カルテI（TBS, オフィスクレッシェンド、2000年3月31日）
- 春の夜の夢3連発SP 奇跡の大逆転!「罪は罪を呼ぶ」（TBS, ユニオン映画、2000年4月7日）
- ブラック・ジャック カルテII（TBS, オフィスクレッシェンド、2000年9月29日）
- 世にも奇妙な物語 秋の特別編「断定男」「さとるの化け物」（フジテレビ, 共同テレビ、2000年10月4日）
- 世にも奇妙な物語 SMAPの特別編「13番目の客」（フジテレビ, 共同テレビ、2001年1月1日）
- 慎吾ママドラマスペシャル おっはーは世界を救う（フジテレビ、2001年1月8日）
- フードファイトスペシャル 〜香港死闘篇〜（日本テレビ, 三城、2001年4月1日）
- 世にも奇妙な物語 春の特別編「心臓の想い出」（フジテレビ, 共同テレビ、2001年4月5日）
- 音の犯罪捜査官・響奈津子4 時効成立20日前－死者に殺された男－（フジテレビ, 共同テレビ、2001年5月11日 金曜エンタテイメント）
- ブラック・ジャック カルテIII（TBS, オフィスクレッシェンド、2001年9月26日）
- フードファイトスペシャル 〜深夜特急死闘編〜（日本テレビ, 三城、2001年9月29日）
- 世にも奇妙な物語 秋の特別編「おばあちゃん」（フジテレビ, 共同テレビ、2001年10月4日）
- 16週 〜あなたといた幸せな時間〜（フジテレビ, 共同テレビ、2002年3月8日 金曜エンタテイメント）
- 音の犯罪捜査官・響奈津子5 誤認（フジテレビ, 共同テレビ、2002年6月21日 金曜エンタテイメント）
- 天使の歌声 〜小児病棟の奇跡〜（フジテレビ、2002年8月9日 金曜エンタテイメント）
- 世にも奇妙な物語 秋の特別編「声を聞かせて」（フジテレビ, 共同テレビ、2002年10月3日）
- 石橋を叩いて笑う〜ゴッホの耳〜（テレビ朝日, イキナ、2002年12月30日）
- 天国のダイスケへ〜箱根駅伝が結んだ絆〜（日本テレビ, AX-ON、2003年1月2日）
- 世にも奇妙な物語 春の特別編「顔を盗まれた」「影の国」（フジテレビ, 共同テレビ、2003年3月24日）
- 池袋ウエストゲートパーク SOUPの回（TBS, オフィスクレッシェンド、2003年3月29日）
- ご近所探偵TOMOE（WOWOW, ポニーキャニオン, カルチュア・パブリッシャーズ, オフィスクレッシェンド, TIMES IN、2003年3月29日 ドラマW）
- 石橋を叩いて笑う〜ゴッホの耳〜2（テレビ朝日, イキナ、2003年3月31日）
- 音の犯罪捜査官・響奈津子6 断絶（フジテレビ, 共同テレビ、2003年5月23日 金曜エンタテイメント）
- 世にも奇妙な物語 秋の特別編「影が重なる時」（フジテレビ, 共同テレビ、2003年9月18日）
- ぶどうの木〜里親と子供たちの愛の物語〜（フジテレビ、2003年11月7日 金曜エンタテイメント）
- VICTORY!〜フットガールズの青春〜（フジテレビ、2003年11月22日）
- 世にも奇妙な物語 春の特別編「Be Silent」（フジテレビ, 共同テレビ、2004年3月29日）
- テーマソングス（フジテレビ、2004年3月30日）
- BE-BOP-HIGHSCHOOL（TBS、2004年6月16日 水曜プレミア）
- 四谷くんと大塚くん/天才少年探偵登場の巻（TBS, オフィスクレッシェンド、2004年7月21日 水曜プレミア）
- 世にも奇妙な物語 秋の特別編「空白の人」「過去からの日記」（フジテレビ, 共同テレビ、2005年9月20日）
- 恋のから騒ぎドラマスペシャル〜Love Stories〜（日本テレビ, THE WORKS、2004年9月25日）
- Xmasなんて大嫌い（日本テレビ, オフィスクレッシェンド、2004年12月13日-16日）
- 悪魔のような女（テレビ朝日, ケイファクトリー、2005年3月2日）
- 巷説百物語 狐者異（WOWOW, スプラッシュ, 松竹京都映画, オフィスクレッシェンド、2005年3月27日 ドラマW）
- 世にも奇妙な物語 春の特別編「倦怠期特効薬」（フジテレビ, 共同テレビ、2005年4月12日）
- 新米事件記者・三咲（テレビ東京、BSジャパン、共同テレビ 2005年5月11日 水曜ミステリー9）
- ラスト・プレゼント（テレビ朝日, アットムービー、2005年6月11日 土曜ワイド劇場）
- BE-BOP-HIGHSCHOOL2（TBS、2005年8月17日 水曜プレミア）
- 恋のから騒ぎドラマスペシャル〜Love StoriesII〜（日本テレビ, THE WORKS、2005年9月21日）
- 世にも奇妙な物語 秋の特別編「影武者」「ネカマな男」（フジテレビ, 共同テレビ、2005年10月4日）
- 終戦60年スペシャルドラマ 火垂るの墓-ほたるのはか-』（日本テレビ, AX-ON, トータルメディアコミュニケーション、2005年11月 DRAMA COMPLEX）
- TRICK 新作スペシャル（テレビ朝日, 東宝, オフィスクレッシェンド、2005年11月13日）
- TBSテレビ開局50周年記念スペシャルドラマ 里見八犬伝（TBS、2006年1月2日-3日）
- 巷説百物語 飛縁魔（WOWOW, スプラッシュ, 松竹京都映画, オフィスクレッシェンド、2006年3月26日 ドラマW）
- 世にも奇妙な物語 15周年の特別編「イマキヨさん」（フジテレビ, 共同テレビ、2006年3月28日）
- 新米事件記者・美咲2「耐震偽装殺人事件」（テレビ東京、BSジャパン、共同テレビ 2006年5月17日 水曜ミステリー9）
- 24時間テレビスペシャルドラマ ユウキ（日本テレビ, オフィスクレッシェンド、2006年8月26日）
- 僕たちの戦争（TBS、2006年9月17日）
- 恋のから騒ぎドラマスペシャル〜Love StoriesIII〜（日本テレビ、2006年9月26日 DRAMA COMPLEX）
- 世にも奇妙な物語 秋の特別編「猫が恩返し」（フジテレビ, 共同テレビ、2006年10月2日）
- 佐賀のがばいばあちゃん（フジテレビ, 共同テレビ、2007年1月4日）
- 世にも奇妙な物語 春の特別編「才能玉」「回想電車」（フジテレビ, 共同テレビ、2007年3月26日）
- ツナガルココロ 〜3つの愛の物語〜（中京テレビ, アットムービー、2007年9月29日）
- 恋のから騒ぎドラマスペシャル〜Love StoriesIV〜（日本テレビ、2007年11月30日 金曜ロードショー）
- 世にも奇妙な物語 春の特別編「さっきよりもいい人」「これ……見て……」（フジテレビ, 共同テレビ、2008年4月2日）
- 先生はエライっ!（日本テレビ, アベクカンパニー、2008年4月12日）
- 警視庁電話指導官〜深川真理子の事件簿（テレビ朝日, 共同テレビ、2008年6月7日 土曜ワイド劇場）
- 世にも奇妙な物語 秋の特別編「ボディレンタル」「推理タクシー」（フジテレビ, 共同テレビ、2008年9月23日）
- 恋のから騒ぎドラマスペシャル〜Love StoriesV〜（日本テレビ、2008年10月10日 金曜ロードショー）
- 世にも奇妙な物語 春の特別編「爆弾男のスイッチ」（フジテレビ, 共同テレビ、2009年3月30日）
- 結党!老人党（WOWOW, オフィスクレッシェンド、2009年8月9日）
- 働くゴン!（日本テレビ, オフィスクレッシェンド、2009年9月23日）
- 恋のから騒ぎドラマスペシャル〜Love StoriesVI〜（日本テレビ、2009年9月25日 金曜ロードショー）
- テレビ東京開局45周年記念ドラマスペシャル・白旗の少女（テレビ東京, 共同テレビ、2009年9月30日）
- 世にも奇妙な物語 秋の特別編「夢の検閲官」（フジテレビ, 共同テレビ、2009年10月5日）

#### 2010年代
レギュラー
- エンゼルバンク〜転職代理人（テレビ朝日, MMJ、2010年1月期 木曜ドラマ）
- ブラッディ・マンデイ Season2（TBS, 東宝、2010年1月期 土曜20時）
- 素直になれなくて（フジテレビ、2010年4月期 木曜劇場）
- 新参者（TBS、2010年4月期 日曜劇場）
- 女帝 薫子（テレビ朝日, MMJ、2010年4月期 日曜ナイトドラマ）
- 月の恋人〜Moon Lovers〜（フジテレビ、2010年5月-7月 月9）
- ホタルノヒカリ2（日本テレビ、2010年7月期 水曜ドラマ）
- うぬぼれ刑事（TBS、2010年7月期 金曜ドラマ）
- ジョーカー 許されざる捜査官（フジテレビ, 共同テレビ、2010年7月期 火曜21時）
- モテキ（テレビ東京, オフィスクレッシェンド、2010年7月期 ドラマ24）
- クローン ベイビー（TBS, ドリマックス・テレビジョン、2010年10月期 Friday Break）
- フリーター、家を買う。（フジテレビ, 共同テレビ、2010年10月期 火曜21時）
- 黄金の豚-会計検査庁 特別調査課-（日本テレビ, オフィスクレッシェンド、2010年10月期 水曜ドラマ）
- 医龍-Team Medical Dragon-3（フジテレビ、2010年10月期 木曜劇場）
- LADY〜最後の犯罪プロファイル〜（TBS、2011年1月期 金曜ドラマ）
- ヘブンズ・フラワー The Legend of ARCANA（TBS, ドリマックス・テレビジョン、2011年1月期 Friday Break）
- 冬のサクラ（TBS、2011年1月期 日曜劇場）
- バーテンダー（テレビ朝日、2011年2月-3月 金曜ナイトドラマ）
- JIN-仁-〈第2期〉（TBS、2011年4月期 日曜劇場）
- BOSS 2nd season（フジテレビ、2011年4月期 木曜劇場）
- 生まれる。（TBS、2011年4月期 金曜ドラマ）
- シマシマ（TBS, ドリマックス・テレビジョン、2011年4月期 Friday Break）
- 鈴木先生（テレビ東京、2011年4月期）
- 桜蘭高校ホスト部（TBS, ドリマックス・テレビジョン、2011年7月期 Friday Break）
- 花ざかりの君たちへ〜イケメン☆パラダイス〜2011（フジテレビ, 共同テレビ、2011年7月期 ドラマチック・サンデー）
- 美男ですね（TBS、2011年7月期 金曜ドラマ）
- ジウ 警視庁特殊犯捜査係（テレビ朝日, 東宝、2011年7月期 金曜ナイトドラマ）
- Oh!デビー（BSスカパー!、2011年10月-11月）
- 南極大陸（TBS、2011年10月期 日曜劇場）
- 私が恋愛できない理由（フジテレビ、2011年10月期 月曜21時）
- 謎解きはディナーのあとで（フジテレビ, 共同テレビ、2011年10月期 火曜21時）
- 専業主婦探偵〜私はシャドウ（TBS、2011年10月期 金曜ドラマ）
- 11人もいる!（テレビ朝日, 泉放送制作、2011年10月期 金曜ナイトドラマ）
- 怪盗ロワイヤル（TBS, 東宝、2011年10月期 フライデードラマNEO）
- ダーティ・ママ!（日本テレビ, オフィスクレッシェンド、2012年1月期 水曜ドラマ）
- 早海さんと呼ばれる日（フジテレビ, 共同テレビ、2012年1月期 ドラマチック・サンデー）
- ラッキーセブン（フジテレビ 2012年1月期 月曜21時）
- 白戸修の事件簿（TBS、ドリマックス・テレビジョン 2012年1月期クール フライデードラマNEO）
- たぶらかし-代行女優業・マキ-（読売テレビ、ホリプロ 2012年4月期クール 木曜ミステリーシアター）
- カエルの王女さま（フジテレビ 2012年4月期クール 木曜劇場）
- 未来日記-ANOTHER:WORLD-（フジテレビ 2012年4月期クール 土ドラ）
- Wの悲劇（テレビ朝日、MMJ 2012年4月期クール 木曜ドラマ）
- ビギナーズ!（TBS 2012年7月期クール 木曜ドラマ9）
- 黒の女教師（TBS 2012年7月期クール 金曜ドラマ）
- 息もできない夏（フジテレビ、共同テレビ 2012年7月期クール 火曜21時）
- 結婚しない（フジテレビ 2012年10月期クール 木曜劇場）
- 大奥〜誕生［有功・家光篇］（TBS 2012年10月期クール 金曜ドラマ）
- MONSTERS（TBS、東宝 2012年10月期クール 日曜劇場）
- まほろ駅前番外地（テレビ東京、リトルモア 2013年1月期クール ドラマ24）
- カラマーゾフの兄弟（フジテレビ、共同テレビ 2013年1月期クール 土ドラ）
- とんび（TBS 2013年1月期クール 日曜劇場）
- シェアハウスの恋人（日本テレビ、オフィスクレッシェンド 2013年1月期クール 水曜ドラマ）
- ラスト♡シンデレラ（フジテレビ 2013年4月期クール 木曜劇場）
- お天気お姉さん（テレビ朝日、MMJ 2013年4月期クール 金曜ナイトドラマ）
- TAKE FIVE〜俺たちは愛を盗めるか〜（TBS 2013年4月期クール 金曜ドラマ）
- 名もなき毒（TBS、ドリマックス・テレビジョン 2013年7月期クール、月曜ミステリーシアター枠）
- SUMMER NUDE（フジテレビ 2013年7月期クール、月9ドラマ）
- ぶっせん（TBS、ドリマックス・テレビジョン 2013年7月期クール）
- ダンダリン 労働基準監督官（日本テレビ、AX-ON 2013年10月期クール、水曜ドラマ枠）
- よろず占い処 陰陽屋へようこそ（関西テレビ、共同テレビ 2013年10月期クール、火曜22時）
- クロコーチ（TBS 2013年10月期クール、金曜ドラマ枠）
- 夫のカノジョ（TBS、ホリプロ 2013年10月期クール、木曜ドラマ9）
- ハードナッツ!（NHK、NHKエンタープライズ、東宝 2013年10月期クール、プレミアムドラマ枠）
- 僕のいた時間（フジテレビ、共同テレビ 2014年1月期クール、水10ドラマ枠）
- 慰謝料弁護士〜あなたの涙、お金に変えましょう〜（読売テレビ、吉本興業、泉放送制作 2014年1月期クール、プラチナイト・木曜ドラマ枠）
- S -最後の警官-（TBS 2014年1月期クール、日曜劇場枠）
- 私の嫌いな探偵（テレビ朝日、MMJ 2014年1月期クール、金曜ナイトドラマ枠）
- 死神くん（テレビ朝日、ジャンゴフィルム 2014年4月期クール、金曜ナイトドラマ枠）
- ST 赤と白の捜査ファイル（日本テレビ、AX-ON 2014年7月期クール、水曜ドラマ枠）
- 水球ヤンキース（フジテレビ 2014年7月期クール、土ドラ枠）
- ゼロの真実〜監察医・松本真央〜（テレビ朝日、MMJ 2014年7月期クール、木曜ドラマ）
- 金田一少年の事件簿N（neo）（日本テレビ、オフィスクレッシェンド 2014年7月期クール、土曜ドラマ枠）
- ビンタ!〜弁護士事務員ミノワが愛で解決します〜（読売テレビ、ケイファクトリー 2014年10月期クール、プラチナイト・木曜ドラマ枠）
- ごめんね青春!（TBS 2014年10月期クール、日曜劇場枠）
- きょうは会社休みます。（日本テレビ、オフィスクレッシェンド 2014年10月期クール、水曜ドラマ枠）
- ディア・シスター（フジテレビ 2014年10月期クール、木曜劇場枠）
- ママとパパが生きる理由。（TBS、共同テレビ 2014年11月-12月、木曜ドラマ劇場）
- 五つ星ツーリスト〜最高の旅、ご案内します!!〜（読売テレビ、吉本興業、国際放映 2015年1月期クール、プラチナイト・木曜ドラマ枠）
- 問題のあるレストラン（フジテレビ 2015年1月期クール、木曜劇場枠）
- 医師たちの恋愛事情（フジテレビ 2015年4月期クール、木曜劇場枠）
- ワイルド・ヒーローズ（日本テレビ、AX-ON 2015年4月期クール、日曜ドラマ枠）
- 天皇の料理番（TBS 2015年4月期クール、日曜劇場枠）
- 婚活刑事（読売テレビ、ザ・ワークス 2015年7月期クール枠、プラチナイト・木曜ドラマ枠）
- 探偵の探偵（フジテレビ 2015年7月期クール、木曜劇場枠）
- 恋仲（フジテレビ 2015年7月期クール、月9ドラマ枠）
- 民王（テレビ朝日、アズバーズ 2015年7月期クール、金曜ナイトドラマ枠）
- オンナミチ（NHK、大映テレビ 2015年8月 - 9月、プレミアムよるドラマ枠）
- 掟上今日子の備忘録（日本テレビ、AX-ON 2015年10月期クール、土曜ドラマ枠）
- 5→9〜私に恋したお坊さん〜（フジテレビ 2015年10月期クール、月9ドラマ枠）
- オトナ女子（フジテレビ 2015年10月期クール、木曜劇場枠）
- 青春探偵ハルヤ〜大人の悪を許さない!〜（読売テレビ、MMJ 2015年10月期クール、プラチナイト・木曜ドラマ枠）
- サムライせんせい（テレビ朝日、MMJ 2015年10月期クール、金曜ナイトドラマ枠）
- マネーの天使〜あなたのお金、取り戻します!〜（読売テレビ、吉本興業 2016年1月期クール、プラチナイト・木曜ドラマ枠）
- 傘をもたない蟻たちは（フジテレビ、共同テレビ 2016年1月、土ドラ枠）
- ダメな私に恋してください（TBS、東宝 2016年1月期クール、火曜ドラマ枠）
- わたしを離さないで（TBS 2016年1月期クール、金曜ドラマ枠）
- 家族ノカタチ（TBS、ドリマックス・テレビジョン 2016年1月期クール、日曜劇場枠）
- 世界一難しい恋（日本テレビ、オフィスクレッシェンド 2016年4月期クール、水曜ドラマ枠）
- 99.9-刑事専門弁護士- SEASON I（TBS 2016年4月期クール、日曜劇場枠）
- 徳山大五郎を誰が殺したか?（テレビ東京、ドリマックス・テレビジョン 2016年7月期クール、土曜ドラマ24枠）
- 好きな人がいること（フジテレビ 2016年7月期クール、月9ドラマ枠）
- 死幣-DEATH CASH-（TBS 2016年7月期クール、テッペン!・水ドラ!!枠）
- ラブラブエイリアン（フジテレビ、東北新社 2016年7月期クール）
- HOPE〜期待ゼロの新入社員〜（フジテレビ、共同テレビ 2016年7月期クール、日9ドラマ枠）
- いつかこの恋を思い出してきっと泣いてしまう（フジテレビ 2016年1月期クール、月9ドラマ枠）
- 黒い十人の女（読売テレビ、ホリプロ 2016年10月期クール、プラチナイト・木曜ドラマ枠）
- 地味にスゴイ! 校閲ガール・河野悦子（日本テレビ、光和インターナショナル 2016年10月期クール、水曜ドラマ枠）
- 吉祥寺だけが住みたい街ですか?（テレビ東京、テレコムスタッフ 2016年10月期クール、）
- IQ246〜華麗なる事件簿〜（TBS 2016年10月期クール、日曜劇場枠）
- 警視庁 ナシゴレン課（テレビ朝日、電通、オフィスクレッシェンド 2016年10月期クール、火曜深夜枠）
- 家政夫のミタゾノ（テレビ朝日、MMJ 2016年10月期クール、金曜ナイトドラマ枠）
- 嫌われる勇気（フジテレビ、東映 2017年1月期クール、木曜劇場枠）
- A LIFE〜愛しき人〜（TBS 2017年1月期クール、日曜劇場枠）
- レンタルの恋（TBS 2017年1月期クール、テッペン!・水ドラ!!枠）
- クズの本懐（フジテレビ、FCC 2017年1月期クール）
- 豆腐プロレス（テレビ朝日、電通、オフィスクレッシェンド 2017年1月-6月）
- 突然ですが、明日結婚します（フジテレビ 2017年1月期クール、月9ドラマ枠）
- マッサージ探偵ジョー（テレビ東京、ROBOT 2017年4月期クール、土曜ドラマ24枠）
- 母になる（日本テレビ、オフィスクレッシェンド 2017年4月期クール、水曜ドラマ枠）
- あなたのことはそれほど（TBS、ドリマックス・テレビジョン 2017年4月期クール、火曜ドラマ枠）
- 3人のパパ（TBS 2017年4月期クール、テッペン!・水ドラ!!枠）
- 女囚セブン（テレビ朝日、MMJ 2017年4月期クール、金曜ナイトドラマ枠）
- ウチの夫は仕事ができない（日本テレビ、AX-ON 2017年7月期クール、土曜ドラマ枠）
- 99.9 -刑事専門弁護士- SEASON II（TBS 2018年1月期クール、日曜劇場枠）

単発・スペシャル番組
- 第21回フジテレビヤングシナリオ大賞受賞作ドラマ 輪廻の雨（フジテレビ、2010年1月5日）
- 蛇のひと（WOWOW、2010年3月7日 ドラマW）
- 世にも奇妙な物語 20周年スペシャル・春 〜人気番組競演編〜「台詞の神様」（フジテレビ, 共同テレビ、2010年4月4日）
- わが家の歴史（フジテレビ, 共同テレビ、2010年4月9日-11日）
- 東野圭吾ミステリー 新春ドラマ特別企画 赤い指〜「新参者」加賀恭一郎再び!（TBS、2011年1月3日）
- 任侠ヘルパー スペシャル（フジテレビ、2011年1月9日）
- 東野圭吾ミステリーズ「エンドレス・ナイト」（フジテレビ、共同テレビ 2012年7月19日 木曜劇場）
- 終戦記念ドラマスペシャル この世界の片隅に（日本テレビ、広島テレビ、ファインエンターテイメント 2011年8月5日）
- 東野圭吾ミステリーズ「小さな故意の物語」（フジテレビ 2012年8月30日 木曜劇場）
- みをつくし料理帖（テレビ朝日、東映 2012年9月22日）
- ST 警視庁科学特捜班（日本テレビ、AX-ON 2013年4月10日）
- 人生がときめく片づけの魔法（日本テレビ、AX-ON 2013年9月27日、金曜ロードSHOW!枠）
- 屍活師 女王の法医学（フジテレビ、共同テレビ 2013年9月27日、金曜プレステージ枠）
- HAMU -公安警察の男-（フジテレビ、共同テレビ 2014年1月10日、金曜プレステージ枠）
- 一千兆円の身代金（フジテレビ、共同テレビ 2015年10月17日、土曜プレミアム枠）
- 新春特別番組ドラマ 彼女が恋した職人さん〜マリーは匠に首ったけ〜（テレビ東京 2016年1月6日）

### バラエティ番組

#### 設立 - 1999年
レギュラー
- やっぱりさんま大先生（フジテレビ、1996年4月-2000年3月）
- 発掘!あるある大事典（関西テレビ, 日本テレワーク、1996年10月-2004年3月）
- 西村雅彦のさよなら20世紀（フジテレビ, 共同テレビ、1998年10月-1999年3月）
- コレって変ですか〜!?（フジテレビ, 共同テレビ, 日本テレワーク、1998年10月-1999年3月）
- 第4学区（フジテレビ、1999年4月-9月）
- 恋ボーイ恋ガール（フジテレビ, 日本テレワーク, IVSテレビ制作、1999年4月-9月）
- 力の限りゴーゴゴー!!（フジテレビ, 日本テレワーク, IVSテレビ制作、1999年10月-2002年9月）
- 明石家マンション物語（フジテレビ、1999年10月-2001年9月）

単発・スペシャル番組
- サタスマスタート直前スペシャル（フジテレビ, 共同テレビ、1998年10月）
- 劇的瞬間スペシャル!'98ニュース映像大賞（フジテレビ, 共同テレビ、1998年12月）
- 明石家サンタの史上最大のクリスマスプレゼントショー（フジテレビ、1990年12月-放映継続中）
- たけし・さんまの有名人の集まる店5（フジテレビ、1998年12月30日）
- さんま・玉緒のお年玉あんたの夢をかなえたろかスペシャル（TBS、1996年正月-放映継続中）
- たけし・さんまの有名人の集まる店6（フジテレビ、1999年4月7日）
- さんま・玉緒・美代子のいきあたりばったり珍道中inニューヨーク（フジテレビ、1999年7月16日 金曜エンタテイメント）

#### 2000年代
レギュラー
- あっぱれさんま大先生（フジテレビ、2000年4月-2003年10月）
- クイズ$ミリオネア（フジテレビ, windie, NEXTEP、2000年4月-2007年3月）
- エブナイTHURSDAY（フジテレビ、2000年10月-2001年3月）
- VivaVivaV6（フジテレビ）
- ワンナイTHURSDAY（フジテレビ、2001年4月-9月）
- ワンナイR&R（フジテレビ、2001年10月-2005年12月）
- 明石家ウケんねん物語（フジテレビ、2001年10月-2002年3月）
- B.C.ビューティー・コロシアム・レギュラー版（フジテレビ, 共同テレビ, ロール・ワン、2001年10月-2003年9月）
- 笑う犬の発見（フジテレビ、2001年10月-2002年9月）
- 笑う犬の情熱（フジテレビ、2002年10月-2003年9月）
- NEPTUNEPRESENTS 日本列島元気満点! 力あわせてゴーゴゴー!!（フジテレビ, 日本テレワーク, IVSテレビ制作、2002年10月-2003年3月）
- 働くおっさん人形（フジテレビ, 吉本興業、2002年10月-2003年4月）
- ネプリーグ (深夜時代)（フジテレビ, 日本テレワーク, IVSテレビ制作、2003年4月-2005年3月）
- モーニングビッグ対談（フジテレビ, 吉本興業、2003年5月-9月）
- ロバートホール水（フジテレビ、2003年10月-2004年9月）
- 笑う犬の太陽（フジテレビ、2003年10月-12月）
- さんま大先生が行く!（フジテレビ、2003年10月-2004年10月）
- 発掘!あるある大事典II（関西テレビ, 日本テレワーク、2004年4月-2007年2月）
- WORLD DOWNTOWN（フジテレビ、2004年4月-9月）
- 脳内エステ IQサプリ（フジテレビ, 共同テレビ、2004年4月-2009年3月）
- アフリカのツメ（よみうりテレビ, 吉本興業, 泉放送制作、2004年4月-2005年9月）
- ズバリ言うわよ!（TBS, ジーヤマ、2004年7月-2008年3月）
- 魂のワンスプーン（TBS, ジーヤマ、2004年10月-2005年3月）
- お笑い登龍門（フジテレビ、2004年10月-2005年9月）
- リチャードホール（フジテレビ、2004年10月-2005年9月）
- 幸せって何だっけ 〜カズカズの宝話〜（フジテレビ, 日本テレワーク、2004年11月-2008年3月）
- あっぱれ!!さんま大教授（フジテレビ、2004年11月-2007年9月）
- ネプリーグ（フジテレビ, IVSテレビ制作、2005年4月-2008年1月）
- あざーっす!（TBS, 極東電視台、2005年4月-9月）
- 絵画伝達バトル エデン（フジテレビ, 共同テレビ、2005年4月-9月）
- 抱きしめたいっ!（よみうりテレビ, 吉本興業, クロスブリード、2005年10月-2006年9月）
- 龍虎飯店（テレビ朝日, ジーヤマ、2005年10月-2006年3月）
- 韓タメ!DX（フジテレビNEXT、2005年11月-現在放映中）
- 撮りッたがり決死隊 トッターマンDS（テレビ東京, 吉本興業, トラストクリエイション、2006年4月-2007年3月 スキバラ）
- CHIMPAN NEWS CHANNEL（フジテレビ、2006年4月-2007年3月）
- ワナゴナ（TBS, BS-TBS、2006年10月-2007年4月）
- フェイク・オフ〜完全なる相関図〜（フジテレビ、2006年10月-2007年3月）
- TVチャンピオン2（テレビ東京、2006年10月-2008年9月）
- 働くおっさん劇場（フジテレビ, 吉本興業、2006年10月-2007年3月）
- キッザニアTV（BSフジ、2006年11月-2009年9月）
- 地球調査船アメディゾン（テレビ東京, 吉本興業, オフィスクライン、2007年4月-2009年3月）
- コンバット（フジテレビ、2007年4月-2008年3月）
- スリルな夜 子育ての天才（フジテレビ、2007年4月-6月）
- まるまるちびまる子ちゃん（フジテレビ, ビー・ブレーン、2007年4月-2008年2月）
- スリルな夜 イケメン合衆国（フジテレビ、2007年7月-2008年3月）
- あっぱれ!!さんま新教授（フジテレビ、2007年10月-2009年9月）
- 脳天イライラクイズ（日本テレビ、2008年4月-5月）
- 和風総本家（テレビ大阪、2008年4月-現在放映中）
- アートエンターテインメント 迷宮美術館（NHK BShi、2008年4月-現在放映中）
- クラシックミステリー 名曲探偵アマデウス（NHK BShi、2008年4月-現在放映中）
- コンバット1.5（フジテレビ、2008年4月）
- コンバットII（フジテレビ、2008年5月-9月）
- AKB48 ネ申テレビ シーズン1（ファミリー劇場, 東北新社、2008年7月-9月）
- 鬼のワラ塾（テレビ朝日, 吉本興業, オフィスクライン、2008年10月-2009年9月）
- 悪魔の契約にサイン（TBS、2008年10月-2009年3月）
- おはスタ「ムッシータウン」（テレビ東京, 小学館集英社プロダクション, 吉本興業, オフィスクライン、2009年4月-2010年9月）
- はじめて記念日（フジテレビ, 共同テレビ、2009年4月-現在放映中）
- 猫のしっぽ カエルの手 京都 大原 ベニシアの手づくり暮らし（NHK BShi、2009年4月-現在放映中）
- 人志松本の○○な話（フジテレビ, 吉本興業、2009年4月-2012年3月）
- AKB48 ネ申テレビ シーズン2（ファミリー劇場, 東北新社、2009年7月-9月）
- AKB48 ネ申テレビ シーズン3（ファミリー劇場, 東北新社、2009年10月-11月）
- ウソホンティ（フジテレビ, 共同テレビ、2009年10月-2010年3月）
- 空から日本を見てみよう（テレビ東京、2009年10月-2011年9月）
- 天才をつくる!ガリレオ脳研（テレビ朝日、2009年11月-2011年12月）

単発・スペシャル番組
- さんま・玉緒・美代子のいきあたりばったり珍道中inフランス（フジテレビ、2000年8月10日 金曜エンタテイメント）
- さんま・玉緒・美代子のいきあたりばったり珍道中inロス&ベガス（フジテレビ、2001年7月27日 金曜エンタテイメント）
- フードバトルクラブ（TBS, ジーヤマ、2001年-2002年）
- さんま・玉緒・美代子のいきあたりばったり珍道中inイタリア（フジテレビ、2002年8月16日 金曜エンタテイメント）
- さんま・玉緒・美代子のいきあたりばったり珍道中inハワイ（フジテレビ、2003年10月31日 金曜エンタテイメント）
- 細木数子の人生ダメだし道場（フジテレビ, 日本テレワーク、2004年4月,8月,10月）
- さんま・玉緒・美代子のいきあたりばったり珍道中inドイツ（フジテレビ、2004年7月 金曜エンタテイメント）
- B.C.ビューティー・コロシアム・スペシャル版（フジテレビ, 共同テレビ, ロール・ワン、2004年11月-放映継続中 カスペ!枠）
- 人志松本のすべらない話（フジテレビ, 吉本興業、2004年12月-放映継続中）
- 恐怖の食卓（フジテレビ, NET WEB, ホームラン製作所、）
- さんま・玉緒・美代子の知ってた?!こんなメキシコの旅（フジテレビ、2005年7月）
- トクメイ希望（フジテレビ, イースト, ピボーテ、2007年1月,4月,10月）
- 独占!女だらけの60・120分 レディGO!（テレビ朝日、2007年4月-10月）
- クイズ$ミリオネア（フジテレビ, windie, NEXTEP、2007年5月-放映継続中）
- 全国おもしろニュースグランプリ（テレビ朝日）
- Mr.マリックvs芸能界大スター軍団 全面対決トリック見破りバトル 超魔術完全包囲網SP（TBS）
- 情熱大陸（毎日放送）
- 人生交換プログラム ライ⇔トレ（関西テレビ, IVSテレビ制作、2007年11月,2008年4月,8月）
- 芸能人(秘)密着24時!天使が見てる（フジテレビ, NET WEB, ホームラン製作所、2007年12月19日）
- 脳テレ〜あたまの取扱説明書（トリセツ）〜（仙台放送, 共同テレビ、2008年6月-放映継続中）
- フジ最強コント夢競演みんなでコント会議（フジテレビ、2008年9月24日）
- さんまの笑顔映像グランプリ（フジテレビ, スタッフラビ、2008年12月-放映継続中）

#### 2010年代
レギュラー
- 極嬢ヂカラ（テレビ東京、2009年10月-2012年9月）
- いのちドラマチック（NHK BShi、2010年3月-現在放映中）
- プラネットベイビーズ（NHK BShi、2010年4月-現在放映中）
- The☆STAR（NHK BShi、2010年4月-現在放映中）
- THE CHAMPION（TBS、2010年4月-現在放映中）
- 捨てる恋あれば拾う恋あり（フジテレビ, 共同テレビ、2010年4月-9月）
- おはスタ645（テレビ東京, 小学館集英社プロダクション, 吉本興業, オフィスクライン、2010年10月-現在放映中）
- 妻と罰（TBS, 共同テレビ、2011年1月-3月）
- しあわせの素（フジテレビ、2011年4月-9月）
- 暮らしに役立つ!家電の学校（BSジャパン、2011年10月-現在放映中）
- ヨンパラ FUTUREゲームバトル（TBS, ウッドオフィス、2011年10月-2012年3月）
- 広告の番組（テレビ東京, 共同テレビ、2011年11月-2012年4月）
- ヒットの泉〜ニッポンの夢ヂカラ!〜（ABC、ジーヤマ 2012年4月-2013年3月）
- 生田くん、ハイ!（フジテレビ、共同テレビ 2012年4月-2013年3月）
- フジテレビに出たい人TV（フジテレビ 2012年4月-9月）
- ヒットの秘密（テレビ東京、共同テレビ 2012年4月-現在放映中）
- 奥の深道〜同類くんの旅〜（フジテレビ 2012年4月-8月）
- Numer0n（フジテレビ、Big Face 2012年10月-2013年6月）
- 爆笑学園ナセバナ〜ル!（毎日放送、IVSテレビ制作 2012年10月-2013年3月）
- スナック喫茶エデン（フジテレビ、D:COMPLEX 2012年10月-2013年3月）
- TOKIOカケル（フジテレビ 2012年10月-現在放映中）
- 頭脳回転ずしQ兵衛（関西テレビ、トップシーン 2012年10月-12月）
- ヒットの復習（テレビ東京、共同テレビ 2012年11月-2013年3月）
- 10匹のコブタちゃん 〜ヤセガマンしないTV〜（フジテレビ 2013年1月-9月）
- アウト×デラックス（フジテレビ 2013年4月-2022年3月）
- 赤丸!スクープ甲子園（日本テレビ、トップシーン 2013年4月-8月）
- 世界の日本人妻は見た!（毎日放送、IVSテレビ制作 2013年4月-現在放映中）
- 有吉弘行のダレトク!?（関西テレビ、クリーク・アンド・リバー社 2013年10月-現在放映中）
- 上田晋也が真相直撃!「ニュースの巨人」（TBS 2014年5月-2017年3月）
- センニュウ★感（テレビ東京 2014年10月-2015年9月）
- 前略、月の上から。（フジテレビ 2014年10月 - 2015年9月）
- さんまのお笑い向上委員会（フジテレビ 2015年4月 - 現在放映中）
- ほぼほぼ〜真夜中のツギクルモノ探し〜（テレビ東京、共同テレビ 2016年4月 - 現在放映中）

単発・スペシャル番組
- あなたの街にもきっとある 行列のできない激うまラーメン（テレビ東京、テレビ東京制作、AO 2010年10月-現在継続中）
- 東京風〜TOKYO WINDS〜（フジテレビ、2010年12月,2011年4月）
- ニッポン大女優伝説（TBS、極東電視台 2011年3月-現在継続中）
- あなたの知識をフル解放! クイズ ハキダセ!!（関西テレビ、共同テレビ 2012年11月-現在継続中）
- V6 LOVE VICTORY（TBS、ユーフィールド 2012年12月-現在継続中）
- ノリタケ・フミヤ・ヒロミが行く! キャンピングカー合宿〜出会い・ふれあい・幸せ旅〜（フジテレビ、ガスコイン・カンパニー 2015年6月 - 現在継続中）
- さんまの番組向上委員会（フジテレビ 2017年4月 - 現在継続中）

### 映画

#### 設立 - 1999年
- 催眠

#### 2000年代
- ケイゾク
- 溺れる魚
- g@me.
- 天使の牙B.T.A.
- 木更津キャッツアイ 日本シリーズ
- ROCKERS
- COSMIC RESCUE
- アマレット
- Jホラーシアター 感染
- 死霊波
- 明日の記憶
- 木更津キャッツアイ ワールドシリーズ
- 手紙
- 自虐の詩
- ヒートアイランド
- 昴
- 特命係長 只野仁 最後の劇場版
- 呪怨 白い老女
- 呪怨 黒い少女
- カイジ 人生逆転ゲーム

#### 2010年代
- ラブコメ
- 大奥
- 任侠ヘルパー
- 大奥〜永遠〜［右衛門佐・綱吉篇］
- 鈴木先生
- 図書館戦争シリーズ
- ガッチャマン
- 劇場版タイムスクープハンター
- 謎解きはディナーのあとで
- 劇場版 ATARU THE FIRST LOVE & THE LAST KILL

### ゲーム

#### 2010年代
- FINAL FANTASY XIII
- メタルギアソリッド ピースウォーカー
- 魔人と失われた王国
- Dragon's Dogma